# Калгун (округ, Західна Вірджинія)
Шаблон:StateAbbr_ 38°50′ пн. ш. 81°07′ зх. д. / 38.84° пн. ш. 81.12° зх. д.
Округ  Калгун (англ. Calhoun County) — округ (графство) у штаті  Західна Вірджинія, США. Ідентифікатор округу 54013.

## Історія
Округ утворений 1856 року.

## Демографія
За даними перепису 2000 року загальне населення округу становило 7582 осіб, усе сільське. Серед мешканців округу чоловіків було 3786, а жінок — 3796. В окрузі було 3071 домогосподарство, 2202 родин, які мешкали в 3848 будинках. Середній розмір родини становив 2,91.
Віковий розподіл населення поданий у таблиці:
| Стать    | До 15 років | 15-21 | 22-29 | 30-39 | 40-49 | 50-65 | 65-85 | Понад 85 |
| -------- | ----------- | ----- | ----- | ----- | ----- | ----- | ----- | -------- |
| Чоловіки | 673         | 397   | 302   | 496   | 628   | 748   | 485   | 57       |
| Жінки    | 636         | 359   | 280   | 510   | 600   | 689   | 606   | 116      |

## Суміжні округи
- Рітчі — північ
- Ґілмер — схід
- Брекстон — південний схід
- Клей — південь
- Роун — захід
- Вірт — північний захід

## Виноски
1. ↑  U.S. Decennial Census. United States Census Bureau. Архів оригіналу за 26 квітня 2015. Процитовано 9 січня 2014.
2. ↑  Historical Census Browser. University of Virginia Library. Архів оригіналу за 12 грудня 2009. Процитовано 9 січня 2014.
3. ↑  Population of Counties by Decennial Census: 1900 to 1990. United States Census Bureau. Архів оригіналу за 3 червня 2013. Процитовано 9 січня 2014.
4. ↑  Census 2000 PHC-T-4. Ranking Tables for Counties: 1990 and 2000 (PDF). United States Census Bureau. Архів оригіналу (PDF) за 18 грудня 2014. Процитовано 9 січня 2014.
5. ↑  State & County QuickFacts. United States Census Bureau. Архів оригіналу за 8 липня 2011. Процитовано 9 січня 2014.(англ.) Наведено за англійською вікіпедією.
6. ↑  American FactFinder. Бюро перепису населення США. Архів оригіналу за 29 липня 2011. Процитовано 31 січня 2008.

| США | Це незавершена стаття з географії США. Ви можете допомогти проєкту, виправивши або дописавши її. |